# Fritz Maxin
Fritz Wilhelm Maxin (* 17. Juli 1885 in Wychrowitz bei Janowo, Kreis Neidenburg; † 5. März 1960 in Stade) war ein deutscher Politiker (DNVP).

## Leben
Maxin wurde als Sohn eines selbständigen Landwirtes geboren. Nach dem Besuch der Volksschule in Wychrowitz erlernte er den Beruf des Landwirtes. Danach übernahm er das Gut seines Vaters in Wychrowitz im Landkreis Neidenburg. 1913 heiratete er. Als Mitglied des Ostpreußischen Lutherischen Gebetsvereins stellte Maxin sich in den Dienst der kirchlichen Laienbewegung der Gromadki.
Nach dem Krieg trat Maxin in die Deutschnationale Volkspartei (DNVP) ein. Nach einer Neuwahl im Wahlkreis 1 (Ostpreußen) am 20. Februar 1921 zog Maxin am 7. März des Jahres nachträglich in den ersten Reichstag der Weimarer Republik ein, dem er bis zum Mai 1924 angehörte.
In der zweiten Hälfte der Weimarer Republik war er Gemeinde- und Bezirksvorsteher und Mitglied im Kreisausschuss Neidenburg.
Zunächst hegte er einige Zeit Sympathien für die NSDAP, schon ab 1933 wurde ihm jedoch durch die Nationalsozialisten jegliche Öffentlichkeitsarbeit untersagt. Ab 1934 schloss er sich der Bekennenden Kirche an und war dort als Laie Mitglied im Bruderrat. Auf seinem Anwesen ließ er christliche Jugendfreizeiten abhalten, und nachdem die kirchlichen Ortsgottesdienste in Wychrowitz aufgehört hatten, wurden sie zusammen mit den Kindergottesdiensten in sein Haus verlegt. Er hatte u. a. Kontakt mit Hans Joachim Iwand, der pietistischen Gemeinschaft St. Chrischona (Pilgermission) und der Bahnauer Gemeinschaft um Pfarrer Friedrich Busch. Dies trug ihm schließlich die permanente Beobachtung durch die Gestapo ein.
1945 floh Maxin vor der vorrückenden Roten Armee aus Wychrowitz nach Westdeutschland. In den 1950er Jahren schrieb er seine Erinnerungen nieder.